# Yugoslavia en los Juegos Olímpicos de Montreal 1976
Yugoslavia estuvo representada en los Juegos Olímpicos de Montreal 1976 por un total de 88 deportistas que compitieron en 14 deportes.  
El portador de la bandera en la ceremonia de apertura fue el jugador de balonmano Hrvoje Horvat.

## Medallistas
El equipo olímpico yugoslavo obtuvo las siguientes medallas:
| Nombre         | Deporte            | Competición           |
| -------------- | ------------------ | --------------------- |
| Oro            |                    |                       |
| Momir Petković | Lucha grecorromana | 82 kg M               |
| Matija Ljubek  | Piragüismo         | C1 1000 m M           |
| Plata          |                    |                       |
| Equipo         | Baloncesto         | Torneo M              |
| Tadija Kačar   | Boxeo              | Súperwelter (71 kg) M |
| Ivan Frgić     | Lucha grecorromana | 57 kg M               |
| Bronce         |                    |                       |
| Ace Rusevski   | Boxeo              | Ligero (60 kg) M      |
| Slavko Obadov  | Judo               | –80 kg M              |
| Matija Ljubek  | Piragüismo         | C1 1000 m M           |